# 東浦村
東浦村（ひがしうらむら）は福井県敦賀郡にあった村。現在の敦賀市の北東端にあたる。

## 地理
- 海洋 ： 敦賀湾
- 山岳 ： 鉢伏山

## 歴史
- 1889年（明治22年）4月1日 - 町村制の施行により、田結浦、赤崎浦、江良浦、五幡浦、挙野浦、阿曽浦、杉津浦、横浜浦、大比田浦及び元比田浦の区域をもって、東浦村が発足する。
- 1945年（昭和20年）7月12日 - 敦賀空襲により被災。
- 1955年（昭和30年）1月15日 - 敦賀市に編入する。

## 交通

### 鉄道路線
- 日本国有鉄道
  - 北陸本線
    - 杉津駅（北陸トンネル開通のため廃止）

### 道路
- 国道8号

現在は旧村域に北陸自動車道の杉津パーキングエリアが所在するが、当時は未開通。